# Rugby-League-Weltmeisterschaft 2021
Die 16. Rugby-League-Weltmeisterschaft sollte ursprünglich vom 23. Oktober bis zum 27. November 2021 in England stattfinden und wurde auf Grund der COVID-19-Pandemie auf den Zeitraum vom 15. Oktober 2022 bis zum 19. November 2022 verschoben. Bei der Vergabe setzte man sich gegen die gemeinsame Bewerbung der Vereinigten Staaten und Kanada durch. An der Männer-Weltmeisterschaft nehmen 16 Mannschaften teil. Bei den Frauen und bei den Rollstuhlmannschaften sind es je acht Nationen.

## Austragungsorte
Erstmals werden die Turniere der Männer, der Frauen und der Rollstuhlfahrer gleichzeitig ausgetragen. Insgesamt wurden 21 Spielstätten ausgewählt.

## Männer-WM
In folgenden Stadien und Hallen soll die gemeinsame Rugby-League-Weltmeisterschaft ausgetragen werden. Auch im Anfield in Liverpool sollte gespielt werden. Nach der Verlegung von 2021 auf 2022 war das Stadion zu diesem Zeitpunkt für die geplanten Partien nicht verfügbar. Dafür wurde das vorher aussortierte DW Stadium in Wigan Spielort.
| Stadt         | Stadion                         | Kapazität |
| ------------- | ------------------------------- | --------- |
| Bolton        | University of Bolton Stadium    | 28.723    |
| Coventry      | Coventry Building Society Arena | 32.753    |
| Doncaster     | Keepmoat Stadium                | 15.231    |
| Huddersfield  | John Smith’s Stadium            | 24.121    |
| Hull          | MKM Stadium                     | 25.400    |
| Leeds         | Elland Road                     | 37.890    |
| Leeds         | Emerald Headingley Stadium      | 21.062    |
| Leigh         | Leigh Sports Village            | 12.000    |
| London        | Emirates Stadium                | 60.260    |
| Manchester    | Old Trafford                    | 74.994    |
| Middlesbrough | Riverside Stadium               | 34.000    |
| Newcastle     | Kingston Park                   | 10.200    |
| Newcastle     | St. James’ Park                 | 52.405    |
| Sheffield     | Bramall Lane                    | 32.702    |
| St Helens     | Totally Wicked Stadium          | 18.000    |
| Warrington    | Halliwell Jones Stadium         | 15.200    |
| Wigan         | DW Stadium                      | 25.138    |
| York          | York Community Stadium          | 08.500    |

### Teilnehmer
| Region                   | Mannschaft      | Teilnahmen | Beste Platzierung                  | Weltrangliste |
| ------------------------ | --------------- | ---------- | ---------------------------------- | ------------- |
| Amerika                  | Jamaika         | 1          | Gruppenphase (2022)                | 20            |
| Asien-Pazifik            | Cookinseln      | 3          | Gruppenphase (2000, 2013, 2022)    | 23            |
| Asien-Pazifik            | Fidschi         | 6          | Halbfinale (2008, 2013, 2017)      | 5             |
| Asien-Pazifik            | Tonga           | 6          | Halbfinale (2017)                  | 4             |
| Asien-Pazifik            | Samoa           | 6          | Viertelfinale (2000, 2013, 2017)   | 7             |
| Asien-Pazifik            | Papua-Neuguinea | 8          | Viertelfinale (2000, 2017)         | 6             |
| Asien-Pazifik            | Australien      | 16         | Weltmeister (11 ×)                 | 2             |
| Asien-Pazifik            | Neuseeland      | 16         | Weltmeister (2008)                 | 1             |
| Europa                   | Griechenland    | 1          | Gruppenphase (2022)                | 11            |
| Europa                   | Italien         | 3          | Gruppenphase (2013, 2017, 2022)    | 13            |
| Europa                   | Schottland      | 5          | Viertelfinale (2013)               | 9             |
| Europa                   | Irland          | 5          | Viertelfinale (2000, 2008)         | 12            |
| Europa                   | Wales           | 6          | Halbfinale (1995, 2000)            | 14            |
| Europa                   | England         | 7          | Vizeweltmeister (1975, 1995, 2017) | 3             |
| Europa                   | Frankreich      | 16         | Vizeweltmeister (1954, 1968)       | 8             |
| Mittlerer Osten – Afrika | Libanon         | 3          | Viertelfinale (2013)               | 10            |

#### Gruppe A
| Pl. | Verein       | Sp. | S | U | N | Tore    | Diff. | Punkte |
| --- | ------------ | --- | - | - | - | ------- | ----- | ------ |
| 1.  | England      | 3   | 3 | 0 | 0 | 196:280 | +168  | 06:0   |
| 2.  | Samoa        | 3   | 2 | 0 | 1 | 140:680 | +72   | 04:20  |
| 3.  | Frankreich   | 3   | 1 | 0 | 2 | 056:116 | −60   | 02:40  |
| 4.  | Griechenland | 3   | 0 | 0 | 3 | 020:200 | −180  | 0:60   |

#### Gruppe B
| Pl. | Verein     | Sp. | S | U | N | Tore    | Diff. | Punkte |
| --- | ---------- | --- | - | - | - | ------- | ----- | ------ |
| 1.  | Australien | 3   | 3 | 0 | 0 | 192:140 | +178  | 06:0   |
| 2.  | Fidschi    | 3   | 2 | 0 | 1 | 098:600 | +38   | 04:20  |
| 3.  | Italien    | 3   | 1 | 0 | 2 | 038:130 | −92   | 02:40  |
| 4.  | Schottland | 3   | 0 | 0 | 3 | 018:142 | −124  | 0:60   |

#### Gruppe C
| Pl. | Verein     | Sp. | S | U | N | Tore    | Diff. | Punkte |
| --- | ---------- | --- | - | - | - | ------- | ----- | ------ |
| 1.  | Neuseeland | 3   | 3 | 0 | 0 | 150:280 | +122  | 06:0   |
| 2.  | Libanon    | 3   | 2 | 0 | 1 | 118:600 | +58   | 04:20  |
| 3.  | * Irland   | 3   | 1 | 0 | 2 | 072:820 | −10   | 02:40  |
| 4.  | Jamaika    | 3   | 0 | 0 | 3 | 020:190 | −170  | 0:60   |

#### Gruppe D
| Pl. | Verein          | Sp. | S | U | N | Tore    | Diff. | Punkte |
| --- | --------------- | --- | - | - | - | ------- | ----- | ------ |
| 1.  | Tonga           | 3   | 3 | 0 | 0 | 148:340 | +114  | 06:0   |
| 2.  | Papua-Neuguinea | 3   | 2 | 0 | 1 | 086:400 | +46   | 04:20  |
| 3.  | Cookinseln      | 3   | 1 | 0 | 2 | 044:136 | −92   | 02:40  |
| 4.  | Wales           | 3   | 0 | 0 | 3 | 018:860 | −68   | 0:60   |

### Finalrunde
|  | Viertelfinale             | Viertelfinale           |  |  | Halbfinale               | Halbfinale               |    |  | Finale | Finale |
|  |                           |                         |  |  |                          |                          |    |  |        |        |
|  | 4 November – Huddersfield |                         |  |  |                          |                          |    |  |        |        |
|  | Australien                | 48                      |  |  | 11 November – Leeds      | 11 November – Leeds      |    |  |        |        |
|  | Libanon                   | 4                       |  |  | Australien               | 16                       |    |  |        |        |
|  | 5 November – Hull         | 5 November – Hull       |  |  | Neuseeland               | 14                       |    |  |        |        |
|  | Neuseeland                | 24                      |  |  | 19 November – Manchester | 19 November – Manchester |    |  |        |        |
|  | Fidschi                   | 18                      |  |  | Australien               | 30                       |    |  |        |        |
|  | 5 November – Wigan        | 5 November – Wigan      |  |  |                          | Samoa                    | 10 |  |        |        |
|  | England                   | 46                      |  |  | 12 November – London     | 12 November – London     |    |  |        |        |
|  | Papua-Neuguinea           | 6                       |  |  | England                  | 26                       |    |  |        |        |
|  | 6 November – Warrington   | 6 November – Warrington |  |  | Samoa                    | 27                       |    |  |        |        |
|  | Tonga                     | 18                      |  |  |                          |                          |    |  |        |        |
|  | Samoa                     | 20                      |  |  |                          |                          |    |  |        |        |

## Frauen-WM
| Stadt      | Stadion                    | Kapazität |
| ---------- | -------------------------- | --------- |
| Leeds      | Emerald Headingley Stadium | 21.062    |
| Hull       | MKM Stadium                | 25.400    |
| Liverpool  | Anfield                    | 54.074    |
| Manchester | Old Trafford               | 74.994    |
| York       | York Community Stadium     | 8500      |

## Rollstuhl-WM
| Stadt      | Halle              | Kapazität |
| ---------- | ------------------ | --------- |
| Manchester | Manchester Central | 10.900    |
| London     | Copper Box Arena   | 7500      |
| Sheffield  | EIS Sheffield      | –         |

## Verlegung
Am 22. Juli 2021 erklärten Australien und Neuseeland, aufgrund der COVID-19-Pandemie nicht am WM-Turnier teilzunehmen. Daraufhin wurde das Turnier um ein Jahr verschoben. Einige Wochen später wurden die neuen Daten für das Turnier, von Mitte Oktober bis November Mitte 2022, veröffentlicht.